# Ernst Fink (Musiker)
Ernst Karl Fink (* 25. Februar 1896 in Erfurt; † 25. Februar 1945 in Brandenburg an der Havel) war ein deutscher Orchestermusiker und ein Opfer des Nationalsozialismus.

## Leben
Er wurde 1896 als Sohn eines Handarbeiters in Erfurt geboren. Nach Absolvierung seines Militärdienstes am Ende des Ersten Weltkrieges zog er wieder nach Erfurt. Dort arbeitete er als Orchestermusiker im Orchester des Stadttheaters Erfurt. Welches Instrument er gespielt hat, ist nicht bekannt. Er trug den Titel Kammermusiker. 1929 heiratete er Lucie Pfister in Magdeburg, die Ehe blieb kinderlos. 
Am 14. Dezember 1944 wurde er auf Antrag des Staatsanwaltes Karl-Heinz Bellwinkel vom 3. Senat des Volksgerichtshofes Berlin zum Tode verurteilt. Zur Begründung wurde angeführt: „Der Angeklagte Ernst Fink hat sich im fünften Kriegsjahr einem anderen Volksgenossen gegenüber defaitistisch geäußert. Er hat ferner zwei Bilder des Führers im Stadttheater in Erfurt zerschnitten.“ Das Urteil wurde an Finks 49. Geburtstag im Zuchthaus Brandenburg vollstreckt.

## Nachgeschichte
Der Staatsanwalt Bellwinkel wurde 1948 vom Hauptentnazifizierungsausschuss Lübbecke „entlastet“ und arbeitete bis zu seiner Pensionierung als Erster Staatsanwalt in Bielefeld. Ein Strafantrag gegen Bellwinkel wegen Beteiligung an mindestens sechs Urteilen des Volksgerichtshofes wurde am 3. Mai 1985 wegen „amts- und klinikärztlich festgestellter dauernder Verhandlungsunfähigkeit des Beschuldigten eingestellt“.

## Nachweise
- Volksgerichtshof Berlin, AZ 3 L 522/44/4 J 2052/44
- Stadtarchiv Erfurt, Schreiben Dr. Benl vom 30. September 2011, AZ 41.04/7544
- Staatsanwaltschaft beim Landgericht Berlin, Schreiben Staatsanwalt Janntz vom 30. Juni 1989, AZ JP(K) Js 11/85